# Championnats du monde de judo 2017
Navigation
Édition précédente Édition suivante
Les championnats du monde de judo 2017, trente-cinquième édition des championnats du monde de judo, ont lieu du 28 août 2017 au 3 septembre 2017 à Budapest en Hongrie.

## Podiums

### Femmes
| Épreuves                          | Or                    | Argent               | Bronze                               |
| --------------------------------- | --------------------- | -------------------- | ------------------------------------ |
| Moins de 48 kg Poids super-légers | Funa Tonaki           | Urantsetseg Munkhbat | Ami Kondō Otgontsetseg Galbadrakh    |
| Moins de 52 kg Poids mi-légers    | Ai Shishime           | Natsumi Tsunoda      | Natalia Kuzyutina Érika Miranda      |
| Moins de 57 kg Poids légers       | Dorjsürengiin Sumiyaa | Tsukasa Yoshida      | Hélène Receveaux Nekoda Smythe-Davis |
| Moins de 63 kg Poids mi-moyens    | Clarisse Agbegnenou   | Tina Trstenjak       | Mungunchimeg Baldorj Agata Ozdoba    |
| Moins de 70 kg Poids moyens       | Chizuru Arai          | María Pérez          | Yuri Alvear María Bernabéu           |
| Moins de 78 kg Poids mi-lourds    | Mayra Aguiar          | Mami Umeki           | Kaliema Antomarchi Natalie Powell    |
| Plus de 78 kg Poids lourds        | Yu Song               | Sarah Asahina        | Kim Min-jeong Iryna Kindzerska       |

### Hommes
| Épreuves                          | Or                   | Argent              | Bronze                               |
| --------------------------------- | -------------------- | ------------------- | ------------------------------------ |
| Moins de 60 kg Poids super-légers | Naohisa Takatō       | Orkhan Safarov      | Boldbaatar Ganbat Diyorbek Urozboev  |
| Moins de 66 kg Poids mi-légers    | Hifumi Abe           | Mikhail Pulyaev     | Vazha Margvelashvili Tal Flicker     |
| Moins de 73 kg Poids légers       | Soichi Hashimoto     | Rustam Orujov       | An Chang-rim Ganbaataryn Odbayar     |
| Moins de 81 kg Poids mi-moyens    | Alexander Wieczerzak | Matteo Marconcini   | Khasan Khalmurzaev Saeid Mollaei     |
| Moins de 90 kg Poids moyens       | Nemanja Majdov       | Mihael Žgank        | Gwak Dong-han Ushangi Margiani       |
| Moins de 100 kg Poids mi-lourds   | Aaron Wolf           | Varlam Liparteliani | Kirill Denisov Elmar Gasimov         |
| Plus de 100 kg Poids lourds       | Teddy Riner          | David Moura         | Naidangiin Tüvshinbayar Rafael Silva |

### Par équipes
| Épreuves | Or | Or | Argent | Argent | Bronze | Bronze |
| -------- | --- | --- | --- | --- | --- | --- |
| Mixte    | Japon Chizuru Arai Sarah Asahina Hisayoshi Harasawa Soichi Hashimoto Kenta Nagasawa Takanori Nagase Riki Nakaya Takeshi Ojitani Saki Niizoe Akira Sone Nae Udaka Tsukasa Yoshida | Japon Chizuru Arai Sarah Asahina Hisayoshi Harasawa Soichi Hashimoto Kenta Nagasawa Takanori Nagase Riki Nakaya Takeshi Ojitani Saki Niizoe Akira Sone Nae Udaka Tsukasa Yoshida | Brésil Maria Suelen Altheman Eduardo Barbosa Eduardo Bettoni Marcelo Contini Érika Miranda David Moura Victor Penalber Maria Portela Ketleyn Quadros Rafael Silva Rafaela Silva Beatriz Souza | Brésil Maria Suelen Altheman Eduardo Barbosa Eduardo Bettoni Marcelo Contini Érika Miranda David Moura Victor Penalber Maria Portela Ketleyn Quadros Rafael Silva Rafaela Silva Beatriz Souza | France Clarisse Agbegnenou Émilie Andéol Benjamin Axus Axel Clerget Romane Dicko Pierre Duprat Marie-Eve Gahié Priscilla Gneto Cyrille Maret Loïc Pietri Hélène Receveaux Teddy Riner | Corée du Sud An Baul An Chang-rim Gwak Dong-han Jeong Hye-jin Ji Yun-seo Kim Min-jeong Kim Sung-min Kim Seong-yeon Kwon You-jeong Lee Jae-yong Park Yu-jin Won Jong-hoon |

## Tableau des médailles
| Rang  | Nation          | Or | Argent | Bronze | Total |
| ----- | --------------- | -- | ------ | ------ | ----- |
| 1     | Japon           | 8  | 4      | 1      | 13    |
| 2     | France          | 2  | 0      | 2      | 4     |
| 3     | Brésil          | 1  | 2      | 2      | 5     |
| 4     | Mongolie        | 1  | 1      | 4      | 6     |
| 5     | Allemagne       | 1  | 0      | 0      | 1     |
| 5     | Chine           | 1  | 0      | 0      | 1     |
| 5     | Serbie          | 1  | 0      | 0      | 1     |
| 8     | Azerbaïdjan     | 0  | 2      | 2      | 4     |
| 9     | Slovénie        | 0  | 2      | 0      | 2     |
| 10    | Russie          | 0  | 1      | 3      | 4     |
| 11    | Géorgie         | 0  | 1      | 2      | 3     |
| 12    | Italie          | 0  | 1      | 0      | 1     |
| 12    | Porto Rico      | 0  | 1      | 0      | 1     |
| 14    | Corée du Sud    | 0  | 0      | 4      | 4     |
| 15    | Grande-Bretagne | 0  | 0      | 2      | 2     |
| 16    | Israël          | 0  | 0      | 1      | 1     |
| 16    | Ouzbékistan     | 0  | 0      | 1      | 1     |
| 16    | Kazakhstan      | 0  | 0      | 1      | 1     |
| 16    | Colombie        | 0  | 0      | 1      | 1     |
| 16    | Cuba            | 0  | 0      | 1      | 1     |
| 16    | Espagne         | 0  | 0      | 1      | 1     |
| 16    | Iran            | 0  | 0      | 1      | 1     |
| 16    | Pologne         | 0  | 0      | 1      | 1     |
| Total | Total           | 15 | 15     | 30     | 60    |